# شیخ شریف دومبیا
شیخ شریف دومبیا (انگلیسی: Cheick Chérif Doumbia؛ زادهٔ ۱۹ اوت ۱۹۹۱) بازیکن فوتبال اهل مالی است.
از باشگاه‌هایی که در آن بازی کرده است می‌توان به باشگاه فوتبال الملعب تونس و باشگاه فوتبال استاد برستوا ۲۹ اشاره کرد.
وی همچنین در تیم ملی فوتبال مالی بازی کرده است.